# Myaptex virilis
Myaptex virilis är en tvåvingeart som beskrevs av Artigas 1970. Myaptex virilis ingår i släktet Myaptex och familjen rovflugor. Inga underarter finns listade i Catalogue of Life.